# Pagaronia oritai
Pagaronia oritai är en insektsart som beskrevs av Toyohi Okada 1978. Pagaronia oritai ingår i släktet Pagaronia och familjen dvärgstritar. Inga underarter finns listade i Catalogue of Life.